# エツィオ・アウディトーレ
エツィオ・アウディトーレ・ダ・フィレンツェ（伊: Ezio Auditore da Firenze 1459年 - 1524年）は、ユービーアイソフトモントリオールスタジオのコンピューターゲーム「アサシン クリードシリーズ」に登場する架空の人物。
日本語版の声優は、関智一。英語版は、ロジャー・クレイグ・スミス（Roger Craig Smith）。モーションアクターは、デヴォン・ボスティク（Devon Bostick）。

## 概要
デズモンドの先祖。フィレンツェの貴族階級に生まれ、両親と妹、2人の兄弟と幸せに暮らしていた。性格は陽気かつ社交的で友人に恵まれ、女性に対してはプレイボーイ的な側面を見せる。次男であったため父親からは自身のアサシンの家系について何も知らされず、特別な訓練は一切受けていなかった。しかし、幼い頃から兄と共に屋根を越えて走りまわっており（恐らくは本人に意識させずに行った訓練）、アサシンの道を歩んでからは多くの協力者に技術を授けられたため大きな困難は伴わなかった。アニムスを通じ、デズモンドは彼が生まれたまさにその瞬間から54歳までの人生を断片的に追体験する事になる。
なお、「アルタイルとは先祖・子孫の関係にない」とユービーアイモントリオールのリードスクリプトライターであるダービー・マクダビットが明言していたが、リベレーションの日本語版公式サイトでは、アルタイルの紹介に「エツィオの祖先」と表記されている。

## 経歴

### 青年期
1459年に、銀行家で貴族（実際はアサシン）のジョヴァンニと妻マリアの間に生まれる。若い頃には父の銀行を継ぐ為に銀行家に弟子入りをして修行を行っていた。しかし、17歳の時に家族が陰謀に巻き込まれ処刑される。彼は家族を陥れた者達への復讐を誓う。自らも陰謀でフィレンツェを追われ、母と妹と共に伯父マリオのいるモンテリジョーニへと向かう。そこでマリオから戦闘の技術を教え込まれ、父がアサシンであったことを知る。
当初は復讐としてパッツィらを暗殺していたが、その過程で実は彼らがテンプル騎士団として1つの陰謀の下に活動していることを知る。そして、自らの先祖の歴史がテンプル騎士団との戦いの歴史であったことを知り、自らもその戦いに身を投じる決意をする。
多くのテンプル騎士団を倒し、遂に家族の仇であり騎士団の中核を担うロドリゴ・ボルジアとバチカンにて対峙する。武器を全て放棄し、その拳でロドリゴを打ち倒すが、多くの仲間に支えられてきたエツィオは復讐の業火に魂を焼かれる事無く己を律し、復讐を成し遂げても家族が帰るわけではないとして命までは奪わなかった。しかし、その行動が後の新たな戦いの火種となる。

### マスターアサシン
謎めいたミネルヴァの言葉を聞いた後、マリオと共にローマを脱出。モンテリジョーニへの帰還を果たすが、束の間の休息はロドリゴの息子チェーザレの侵攻によって崩壊、マリオはエツィオの見ている前でチェーザレによって銃殺され、モンテリジョーニは壊滅する。再び復讐を誓い単身ローマへと発つが、自身も深手を負っていたために、途中で意識を失ってしまう。
目が覚めた時には、何者かの手によってローマへと辿り着いていた。そこでマキャヴェリと再会し、彼の協力を得てアサシンギルドを設立する。既にアサシンとして卓越した技量を有していたエツィオは、最高位のアサシンであるマスターアサシンと認められ、暴政を振るうボルジア家からローマを解放すべく立ち上がる。

### コンスタンティノープルへ
1511年、チェーザレと決着をつけたエツィオは、父が探し求めていたアルタイルの書物庫の存在を知り、アサシン教団の拠点があったマシャフの砦へと向かう。しかし、テンプル騎士団の襲撃を受けた上、書物庫の扉を開けるには5つの鍵が必要である事が分かり、手掛かりをつかむべくコンスタンティノープルを訪れる。
コンスタンティノープル到着時の船で後のスレイマン1世と出会い、彼の補佐を務めながらビザンティン側のテンプル騎士団との対決やアルタイルの足跡を追っていく。この頃、後に妻となるソフィア・サルトルと知り合う。

### 晩年
アサシンを引退し、ソフィアとの間に2人の息子を儲ける。広大な農園を営む傍ら、中国のアサシン教団の生き残りであるシャオ・ユンが訪れ、彼女の訓練を行い、回顧録を執筆するなどの余生を過ごす。
62歳で没。

## 周囲の人々
- レオナルド・ダ・ヴィンチ - 母マリアが、彼の芸術家としての才能を見込んで援助を行っていた事から親友となる。エツィオがアサシンとなってからも、新しい武器の製造や古文書解読などで協力してもらっていた。
- ロレンツォ・デ・メディチ - 父ジョヴァンニがアサシンとして仕えていた。エツィオがアサシンとなってからは、協力者となった。
- ニッコロ・マキャヴェリ - カテリーナに従う学者。後にチェーザレ・ボルジアの元に就くがエツィオの協力者である事は変わらず、冷静な参謀として信頼されている。
- カテリーナ・スフォルツァ - ロマーニャを統治する女傑。フォルリでエツィオに助けられ、協力者となった。
- パオラ - アウディトーレ家で使用人として働いていたアニタの姉。娼館ラ・ローザ・コルタを経営している。エツィオにスリの技術や、群集にまぎれるコツを教える。
- アントニオ - ヴェネツィアで活動するスリ集団のリーダー。ヴェネツィアでのエツィオの活動を支援する。
- ローザ - ヴェネツィアのスリ集団のメンバー。エツィオに二段跳びの技術を教える。
- バルトロメオ・ダルヴィアーノ - 傭兵団を率いる隊長。豪快な熱血漢で、ビアンカと名付けた大剣を振るう。
- パンタシレア・バリオーニ - バルトロメオの妻。
- ロドリゴ・ボルジア - エツィオとその家族が巻き込まれた陰謀の首謀者。テンプル騎士団のイタリア管区長であり、作中にてローマ教皇アレクサンデル6世となる。
- チェーザレ・ボルジア - ロドリゴ・ボルジアの実子でテンプル騎士団の総長。多くの才能と実力を有し、マキャヴェリからは覇王の器と評されている。
- クリスティーナ・ヴェスプッチ - アメリゴ・ヴェスプッチのいとこ。エツィオの恋人。
- ソフィア・サルトル - コンスタンティノープルで書店を営む女性。後に結婚し、2人の息子を儲ける。
- シャオ・ユン - 中国からやって来たアサシン教団の生き残り。彼女の訓練を行う。